# Camouflage Nights
Camouflage Nights is een Canadese elektronische rockband uit Toronto met Rob Benvie en Ian McGettigan als frontman.

## Geschiedenis
Benvie en McGettigan hadden samengewerkt in de indieband Thrush Hermit uit Halifax (Nova Scotia). Nadat Thrush Hermit in 1999 uit elkaar ging, begonnen de twee met Camouflage Nights als hun eigen project. De twee werden ondersteund door verschillende muzikanten, waaronder Nobu Adilman. Camouflage Nights trad op tijdens muziekevenementen in Canada en de Verenigde Staten, waaronder het CMJ Music Festival in New York in 2005, het Pop Montreal-festival in 2007 en als onderdeel van de Canada Music Week in Toronto in 2008. Na een reeks tourneedata en beperkte publicaties, waaronder de single It Could Be Love (Make Mine), werd de titelloze debuut-lp van de band - lang uitgesteld vanwege labelcomplicaties - in april uitgebracht door Sonic Unyon Records in 2012. Het materiaal van het album dateert uit 2004 en bevat bijdragen van Buck 65, Feist en Matt Murphy. Het album kreeg gemengde recensies. Camouflage Nights heeft artiesten als Stars, Every Move a Picture, Pony Da Look geremixt.